# Polyommatus ariana
Polyommatus ariana is een vlinder uit de familie van de Lycaenidae. De wetenschappelijke naam van de soort is voor het eerst geldig gepubliceerd in 1865 door Frederic Moore.

## Synoniemen
- Polyommatus eros drasula Swinhoe, 1910
- Polyommatus eros droshana Evans, 1925